# Tiêm Sơn, Song Áp Sơn
Tiêm Sơn (chữ Hán giản thể: 尖山区, âm Hán Việt: Tiêm Sơn khu) là một quận thuộc địa cấp thị Song Áp Sơn, tỉnh Hắc Long Giang, Cộng hòa Nhân dân Trung Hoa. Quận này có diện tích 118 km², dân số 210.000 người, mã số bưu chính 155100. Quận Tiêm Sơn được chia thành 6 nhai đạo (Bát Mã Lộ, Nhị Mã Lộ, Trung tâm Trạm, Phú An, Diêu Địa, Thiết Tây); 1 hương An Bang.